# Amerikansk trollhassel
Amerikansk trollhassel (Hamamelis virginiana) är en art i trollhasselsläktet som växer vilt i östra Nordamerika, från Nova Scotia västerut till Minnesota, vidare söderut till östra Texas och centrala Florida 

## Ekologi
Amerikansk trollhassel växer i låglandet och i bergstrakter upp till 1500 meter över havet. Den är utformad som ett upp till 10 meter högt träd. Arten ingår torra och fuktiga skogar och den klarar sig bra i skuggan. I skogarna hittas den ofta tillsammans med vitask, Nyssa sylvatica, bredbladig kalmia, Clethra acuminata, blomsterkornell och Ostrya virginiana. Undervegetationen utgörs ofta av arten från odonsläktet och från rododendronsläktet. Fortplantningen sker främst med hjälp av frön.

## Användning
Den amerikanska urbefolkningen, indianerna, producerade extrakt av trollhassel genom att göra ett avkok, som fortfarande används för att bota svullnader, inflammationer, och tumörer. Extraktet brukas även för tvål och andra kosmetiska produkter.
H. virginiana producerar en specifik tannin som kallas hamamelitannin. En av de substanserna har cytotoxiska effekter mot koloncancer-celler.

## Hot
I delstaten Connecticut rapporterades flera exemplar som fick skador av betande djur. Hela populationen anses vara stabil. IUCN listar aren som livskraftig (LC).